# إدوارد إس. شو
إدوارد إس. شو (بالإنجليزية: Edward S. Shaw) هو مهندس أمريكي، ولد في 26 أكتوبر 1853 في كامبريدج في الولايات المتحدة، وتوفي بنفس المكان في 3 أكتوبر 1919.